# ステヴァン・ヨヴェティッチ
ステヴァン・ヨヴェティッチ（セルビア語: Cтeвaн Јоветић / Stevan Jovetić、1989年11月2日 - ）は、モンテネグロ・ポドゴリツァ出身のサッカー選手。モンテネグロ代表。ポジションはFW。欧州5大リーグで得点を記録した史上2人目の選手である。

## クラブ経歴

### 下部組織～プロ選手
2000年から2003年までムラドスト・ポドゴリツァのユースチームで育った。2003年、ヨヴェティッチが13歳の時にパルチザン・ベオグラードに加入。下部組織に在籍にながらも、2006年4月8日に行われた国内リーグ戦の対ヴォツトヴァック戦において、才能を見抜いていたトップチームのユーゲン・レーバー監督によってわずか16歳でトップリーグにデビューした。2007年8月2日にはUEFAカップ、NKズリニスキ戦においてハットトリックを達成、5-0の勝利に貢献した。同月、パルチザン・ベオグラードと正式にプロ契約を結んだ。この頃にはすでにヨヴェティッチの名は、その才能とともにヨーロッパに認知されており、10月頃にはマンチェスター・ユナイテッドFCやレアル・マドリードといったビッグクラブが獲得に動いていた。2007年12月にはイギリスの大衆紙であるザ・サンに、「ヨーロッパにおける20歳以下選手のトップ20」に選ばれている。2008年1月にはレアル・マドリードの練習に参加し、ループシュートを決めるとなどその大物ぶりを見せ付けた。パルチザンはヨヴェティッチを引き止めるために（あるいは移籍金を引き上げるために）、同時期に冬の移籍市場でボルシア・ドルトムントへ移籍していったキャプテンのアントニオ・ルカヴィナの後釜に18歳のヨヴェティッチをキャプテンに据えた。セルビアのリーグ戦では17試合に出場して11ゴール、合計60試合で24ゴールを記録した。

### フィオレンティーナ時代

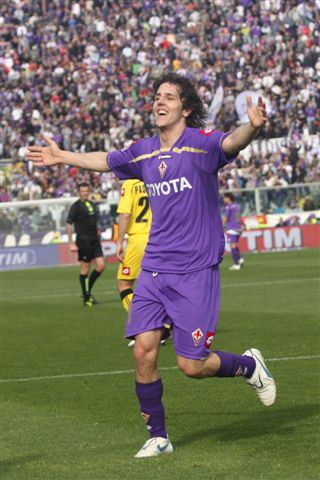
18歳でフィオレンティーナへ移籍

2008年2月に、ACFフィオレンティーナのスポーツディレクターであるパンタレオ・コルヴィーノに誘われメディカルチェックを受ける。その前月にレアル・マドリードの練習に参加しており、同クラブに移籍が確実だと思われていた最中であった。同年4月に正式にサインを交わした。移籍金は800万ユーロ。コルヴィーノは資金面では及ばない他のビッグクラブとの差異をアピールするためにヨヴェティッチと両親を一週間フィレンツェに招待し街の「美しさ」を訴えた。彼らは街の美しさを賞賛し、素晴らしい住まいやトスカーナ料理を絶賛、フィレンツェ市民の愛情に夢中になったという。
2008-09シーズンが始まると、チーム内で絶対的なエースであるアドリアン・ムトゥの控えというポジションでスタートした。後半戦はムトゥの怪我による長期離脱もあり出場機会を増やし、2009年4月5日に行われた、カンピオナートのアタランタ戦においてPKによりセリエA初得点をする。試合に出場すれば随所に才能の片鱗を披露したが、得点に結びつけることは困難であり移籍初年度はリーグ戦で1得点するに留まった。
2009-10シーズンは開幕時から好調ぶりを披露する。2009年8月26日には、UEFAチャンピオンズリーグの予備予選の対スポルティングCP戦において、チームを本戦に導く同点ゴールを決め、続くカンピオナートでのパレルモ戦、サンプドリア戦と続けざまに得点を記録、移籍1年目の懸案であった得点を量産する。同時期にはムトゥの不調や怪我、またチェーザレ・プランデッリ監督がヨヴェティッチを活かすシステムに本格的に変更したことなどから出場機会を増やしている。2009年9月30日に行われたUEFAチャンピオンズリーグのリヴァプール戦ではドッピエッタ（2得点）を記録しチームの勝利 (2-0) に貢献した。その後は怪我によりシーズン前半戦の約半数を離脱したが、チャンピオンズリーグなどの活躍により12月には2009年のモンテネグロ年間最優秀選手 に選ばれた。
2010-11シーズンは8月に行われたプレシーズンでのキャンプ中に右膝十字靭帯を損傷し、全治8か月と診断された。2011年の春に復帰する予定だったが、完治の目処が立たず、結局このシーズンは公式戦出場はゼロに終わった。怪我は6月にようやく完治し、4日のブルガリア代表戦で復帰を果たした。
2011-12シーズン開幕前のキャンプ中に新シーズンの副キャプテンとなることが公式に発表された。同シーズン中の10月31日にクラブとの契約を2016年6月30日まで延長したと公式に発表された。

### マンチェスター・シティ時代
2012-13シーズン終了後、移籍を志望し、ユヴェントスやアーセナルが獲得に動いた。2013年7月18日、ヨヴェティッチのマンチェスター・シティ移籍がクラブ間合意に達したとフィオレンティーナが発表。背番号はパルチザン在籍時に付けていた35番を選択。
2014-15シーズンはプレシーズンマッチから好調なプレーを見せ、開幕してからも調子を維持していたが、度重なる怪我に泣き、遂にはCL登録メンバーからも外されてしまう。事実上の戦力外となり、シーズン序盤からイタリアへの帰還が噂され、ASローマやユヴェントスFC、古巣のフィオレンティーナへの移籍が何度も報道された。

### インテル時代
2015年7月31日、インテル・ミラノへ1年半の買取義務オプション付きレンタルで移籍。契約にはレンタル期間が終了したのちに2019年までの新契約を結ぶ内容が含まれており、推定移籍金は合計1500万ユーロ。当初背番号はマンチェスター・シティで着用していた35番だったが、マテオ・コヴァチッチのレアル・マドリード移籍に伴い空き番号となった10番を着用することになった。10番はロベルト・バッジョやヴェスレイ・スナイデルが着用していた番号でもある。2015年8月23日のセリエA開幕戦・アタランタBC戦で前半に負傷したマウロ・イカルディとの交代でピッチに入りインテルデビューを飾り、後半アディショナルタイムにインテルでの初ゴールとなる決勝点を挙げ勝利に貢献。8月30日のカルピFC戦でも後半43分に決勝点を記録するなど前半戦から好調を維持していたが、10月に負傷して以降は失速気味になり最終的にシーズン中に3度戦線を離脱し、6得点でシーズンを終えた。
翌2016-17シーズン開幕前に監督がフランク・デ・ブールに就任すると出場機会が減少したが、2016年9月11日のペスカーラ戦でシーズン初の公式戦出場を果たしたため、インテル移籍の際に結ばれた契約条項によって本来の契約より半年早くインテルへ完全移籍を果たした。11月にフランク・デ・ブールが解任されステファノ・ピオリが就任した後も状況は変わらなかった。

### セビージャ時代
2017年1月10日、セビージャFCへシーズン終了後の買取オプション付きレンタルで移籍。買取オプションを行使した場合は1400万ユーロの移籍金が発生する。1月12日に行われたコパ・デル・レイ5回戦・レアル・マドリード戦では途中出場でスペインデビューを果たすと同時に初得点も記録。1月15日にはリーガ・エスパニョーラ第18節・レアル・マドリード戦でリーガデビューを果たし決勝点を挙げた。公式戦7ゴールを挙げる活躍を見せた。

### モナコ時代
2017年8月29日、ASモナコと4年契約で加入することが発表された。

### ヘルタ時代
2021年7月27日、ヘルタ・ベルリンと2年契約を締結した。なおこの移籍でフロリン・ラドチョウ、クリスティアン・ポウルセンに続く史上3人目となる、ヨーロッパ主要5リーグすべてのリーグでプレーする選手となった。2021-22シーズンはリーグ戦18試合出場で6得点を挙げ、ヨーロッパ主要5リーグすべてで得点を決めている。この快挙はヨヴェティッチ含めてラドチョウの2人しかいない（ポウルセンはプレミアリーグ、リーグ・アンでは無得点、ピエール＝エメリク・オーバメヤンはACミランに在籍したことはあるがリーグ戦の出場はない）。。

### オリンピアコス時代
2023年9月4日、オリンピアコスFCに移籍した。

## 代表歴
2006年のUEFA U-17欧州選手権ではU-17セルビア・モンテネグロ代表のメンバーに名を連ねた。セルビア・モンテネグロ代表の解体後はモンテネグロ代表を選択しており、2007年にはU-21モンテネグロ代表に招集され、同チームでキャプテンを務めた。
2007年3月に初の国際試合に臨むモンテネグロ代表のメンバーとしてA代表に初招集された。2008年8月20日のハンガリー戦で代表初ゴールを記録した。

## 人物・プレースタイル
デヤン・サビチェビッチ2世と称されるが、ことプレースタイルは異なる。サビチェビッチはドリブラーであったのに対し、ヨヴェティッチは得点能力に優れたセカンド・ストライカーでもあり、ボックス内で虎視眈々とゴールを狙う点取り屋である。フィジカルにも優れ豪快なプレーを持ち味とするが、柔らかなロビングや、相手ディフェンダーが予測することが困難な緩急自在のダイレクトパスを操り、また前線からのチェイシングを怠らずメンタル面や戦術理解度も優れており、現代サッカーに通用しうるモダンなファンタジスタである。2011年7月から2013年7月までフィオレンティーナの副キャプテンであった。
負傷が多い選手として知られており、マンチェスター・シティ時代には2年間で6回負傷離脱している。シティ在籍時に監督を務めていたマヌエル・ペジェグリーニはヨヴェティッチについて「素晴らしい選手だが負傷が多すぎた」と語っている。

## エピソード
- フィオレンティーナに移籍後の会見で「ユヴェントスのオファーを蹴って、フィレンツェに来た。」と発言し、ヴィオラティフォーゾを喜ばせた（ユヴェントスはヴィオラティフォージの仇とされる）。また移籍2年目のシーズン序盤での活躍から、新たにチェルシーやバイエルン・ミュンヘンなどのビッグクラブからのオファーが存在すると報道されたが、代理人はその後いかなる交渉も存在しない、そうする意図もないと発言し、「移籍について何も考えていない。ヨベティッチはフィレンツェで満足。」[24] と話している。また、本人も当分移籍する意思はない[25][26] と発言し、「チェーザレ・プランデッリ監督は父親のような存在であり、自分を選んでくれたスポーツディレクターのパンタレオ・コルヴィーノも欠かせない。これからもアドバイスに耳を傾けていく。」とフィオレンティーナへの忠誠を誓っている [26]。
- 同郷の憧れであるサビチェビッチからは「ヨハン・クライフに似ている」と絶賛されている[27]。
- ビッグクラブ移籍に関心を見せずにフィオレンティーナを選んだ理由として、自身のアイドルがガブリエル・バティストゥータだとも明かしている[28]。
- 本人はフィオレンティーナへ移籍する4年前からイタリア語を勉強しており（イタリア人の記者が英語でインタビューしようとしたが、流暢なイタリア語で返答した）、当初からイタリアでのプレーを目論んでいたようだ。フィレンツェではロベルト・バッジョやアドリアン・ムトゥの後継者が現れたと期待されていた[1]。
- フィオレンティーナに移籍した当初は、チェーザレ・プランデッリ監督からは「フランチェスコ・トッティの若いころに似ている」と評されていた。

## 個人成績

### クラブ
2021年1月9日現在
| クラブ                  | シーズン | リーグ                                 | リーグ | リーグ | カップ | カップ | 国際大会 | 国際大会 | 合計 | 合計 |
| クラブ                  | シーズン | リーグ                                 | 出場   | 得点   | 出場   | 得点   | 出場     | 得点     | 出場 | 得点 |
| ----------------------- | -------- | -------------------------------------- | ------ | ------ | ------ | ------ | -------- | -------- | ---- | ---- |
| パルチザン              | 2005-06  | セルビア・モンテネグロ・スーペルリーガ | 2      | 0      | 0      | 0      | 0        | 0        | 2    | 0    |
| パルチザン              | 2006-07  | セルビア・スーペルリーガ               | 22     | 1      | 4      | 3      | 0        | 0        | 26   | 4    |
| パルチザン              | 2007-08  | セルビア・スーペルリーガ               | 27     | 12     | 4      | 3      | 2        | 4        | 33   | 19   |
| パルチザン              | 合計     | 合計                                   | 51     | 13     | 8      | 6      | 2        | 4        | 61   | 23   |
| フィオレンティーナ      | 2008-09  | セリエA                                | 29     | 2      | 1      | 0      | 5        | 0        | 35   | 2    |
| フィオレンティーナ      | 2009-10  | セリエA                                | 29     | 6      | 2      | 0      | 6        | 5        | 37   | 11   |
| フィオレンティーナ      | 2010-11  | セリエA                                | 0      | 0      | 0      | 0      | —        | —        | 0    | 0    |
| フィオレンティーナ      | 2011-12  | セリエA                                | 27     | 14     | 2      | 0      | —        | —        | 29   | 14   |
| フィオレンティーナ      | 2012-13  | セリエA                                | 31     | 13     | 3      | 0      | —        | —        | 34   | 13   |
| フィオレンティーナ      | 合計     | 合計                                   | 116    | 35     | 8      | 0      | 11       | 5        | 135  | 40   |
| マンチェスター・シティ  | 2013-14  | プレミアリーグ                         | 13     | 3      | 5      | 3      | 0        | 0        | 18   | 6    |
| マンチェスター・シティ  | 2014-15  | プレミアリーグ                         | 17     | 5      | 4      | 0      | 5        | 0        | 26   | 5    |
| マンチェスター・シティ  | 合計     | 合計                                   | 30     | 8      | 9      | 3      | 5        | 0        | 44   | 11   |
| インテル・ミラノ (loan) | 2015-16  | セリエA                                | 26     | 6      | 2      | 1      | —        | —        | 28   | 7    |
| インテル・ミラノ        | 2016-17  | セリエA                                | 5      | 0      | 0      | 0      | 0        | 0        | 5    | 0    |
| インテル・ミラノ        | 合計     | 合計                                   | 31     | 6      | 2      | 1      | 0        | 0        | 33   | 7    |
| セビージャ (loan)       | 2016-17  | ラ・リーガ                             | 21     | 6      | 1      | 1      | 2        | 0        | 24   | 7    |
| モナコ                  | 2017-18  | リーグ・アン                           | 15     | 8      | 5      | 2      | 1        | 0        | 21   | 10   |
| モナコ                  | 2018-19  | リーグ・アン                           | 8      | 2      | 1      | 0      | 1        | 0        | 10   | 2    |
| モナコ                  | 2019-20  | リーグ・アン                           | 9      | 2      | 4      | 0      | —        | —        | 13   | 2    |
| モナコ                  | 2020-21  | リーグ・アン                           | 15     | 1      | 0      | 0      | —        | —        | 15   | 1    |
| モナコ                  | 合計     | 合計                                   | 47     | 13     | 10     | 2      | 2        | 0        | 59   | 15   |
| 通算                    | 通算     | 通算                                   | 296    | 81     | 38     | 13     | 22       | 9        | 356  | 103  |

### 代表での出場試合数
2023年6月17日現在
| モンテネグロ代表 | 国際Aマッチ | 国際Aマッチ |
| 年               | 出場        | 得点        |
| ---------------- | ----------- | ----------- |
| 2007             | 1           | 0           |
| 2008             | 6           | 4           |
| 2009             | 6           | 2           |
| 2011             | 6           | 1           |
| 2012             | 5           | 3           |
| 2013             | 6           | 2           |
| 2014             | 5           | 1           |
| 2015             | 5           | 3           |
| 2016             | 4           | 3           |
| 2017             | 5           | 5           |
| 2018             | 2           | 0           |
| 2020             | 7           | 4           |
| 2021             | 4           | 3           |
| 2022             | 3           | 0           |
| 2023             | 9           | 3           |
| 2024             | 9           | 2           |
| 合計             | 83          | 36          |

### 代表での得点
2020年11月17日現在
|    | 日時           | 場所                                                   | 相手               | スコア | 結果 | 大会                        |
| 1  | 2008年8月20日  | ブダペスト、プシュカーシュ・フェレンツ・シュタディオン | ハンガリー         | 1–1    | 2–3  | 親善試合                    |
| 2  | 2008年8月20日  | ブダペスト、プシュカーシュ・フェレンツ・シュタディオン | ハンガリー         | 2–3    | 2–3  | 親善試合                    |
| 3  | 2008年9月6日   | ポドゴリツァ、スタディオン・ポド・ゴリツォム           | ブルガリア         | 2–1    | 2–2  | 2010 FIFAワールドカップ予選 |
| 4  | 2008年11月19日 | ポドゴリツァ、スタディオン・ポド・ゴリツォム           | 北マケドニア       | 2–0    | 2–1  | 親善試合                    |
| 5  | 2009年8月12日  | ポドゴリツァ、スタディオン・ポド・ゴリツォム           | ウェールズ         | 1–0    | 2–1  | 親善試合                    |
| 6  | 2009年9月5日   | ソフィア、ヴァシル・レフスキ国立競技場                 | ブルガリア         | 0–1    | 4–1  | 2010 FIFAワールドカップ予選 |
| 7  | 2011年9月2日   | カーディフ、カーディフ・シティ・スタジアム             | ウェールズ         | 2–1    | 2–1  | UEFA EURO 2012予選          |
| 8  | 2012年2月29日  | ポドゴリツァ、スタディオン・ポド・ゴリツォム           | アイスランド       | 1–0    | 2–1  | 親善試合                    |
| 9  | 2012年2月29日  | ポドゴリツァ、スタディオン・ポド・ゴリツォム           | アイスランド       | 2–1    | 2–1  | 親善試合                    |
| 10 | 2012年8月15日  | ポドゴリツァ、スタディオン・ポド・ゴリツォム           | ラトビア           | 1–0    | 2–0  | 親善試合                    |
| 11 | 2013年10月15日 | ポドゴリツァ、スタディオン・ポド・ゴリツォム           | モルドバ           | 1–1    | 2–5  | 2014 FIFAワールドカップ予選 |
| 12 | 2013年10月15日 | ポドゴリツァ、スタディオン・ポド・ゴリツォム           | モルドバ           | 2–5    | 2–5  | 2014 FIFAワールドカップ予選 |
| 13 | 2014年11月15日 | ポドゴリツァ、スタディオン・ポド・ゴリツォム           | スウェーデン       | 1–1    | 1–1  | UEFA EURO 2016予選          |
| 14 | 2015年6月8日   | ヴィボー、ヴィボー・スタディオン                       | デンマーク         | 0–1    | 1–2  | 親善試合                    |
| 15 | 2015年9月5日   | ポドゴリツァ、スタディオン・ポド・ゴリツォム           | リヒテンシュタイン | 2–1    | 2–0  | UEFA EURO 2016予選          |
| 16 | 2015年11月12日 | スコピエ、ピリッポス2世アレナ                          | 北マケドニア       | 4–1    | 4–1  | 親善試合                    |
| 17 | 2016年9月4日   | クルジュ＝ナポカ、クルジュ・アレナ                     | ルーマニア         | 1–1    | 1–1  | 2018 FIFAワールドカップ予選 |
| 18 | 2016年10月8日  | ポドゴリツァ、スタディオン・ポド・ゴリツォム           | カザフスタン       | 3–0    | 5–0  | 2018 FIFAワールドカップ予選 |
| 19 | 2016年11月11日 | エレバン、ラズダン・スタジアム                         | アルメニア         | 0–2    | 2–3  | 2018 FIFAワールドカップ予選 |
| 20 | 2017年6月4日   | ポドゴリツァ、スタディオン・ポド・ゴリツォム           | イラン             | 1–1    | 1–2  | 親善試合                    |
| 21 | 2017年6月10日  | ポドゴリツァ、スタディオン・ポド・ゴリツォム           | アルメニア         | 2–0    | 4–1  | 2018 FIFAワールドカップ予選 |
| 22 | 2017年6月10日  | ポドゴリツァ、スタディオン・ポド・ゴリツォム           | アルメニア         | 3–0    | 4–1  | 2018 FIFAワールドカップ予選 |
| 23 | 2017年6月10日  | ポドゴリツァ、スタディオン・ポド・ゴリツォム           | アルメニア         | 4–0    | 4–1  | 2018 FIFAワールドカップ予選 |
| 24 | 2017年9月4日   | ポドゴリツァ、スタディオン・ポド・ゴリツォム           | ルーマニア         | 1–0    | 1–0  | 2018 FIFAワールドカップ予選 |

## 獲得タイトル

### クラブ
パルチザン
- セルビア・スーペルリーガ: 2007-08[32]
- セルビア・カップ: 2007-08[32]

マンチェスター・シティ
- プレミアリーグ: 2013-14[33]
- フットボールリーグカップ: 2013-14[32]

### 個人
- 2009年 プレミオ・バンキ賞 （25歳以下の最優秀選手）
- モンテネグロ年間最優秀サッカー選手賞 : 2回 (2009, 2015)